# (15924) Axelmartin
(15924) Axelmartin est un astéroïde de la ceinture principale.

## Description
(15924) Axelmartin est un astéroïde de la ceinture principale. Il fut découvert le 7 novembre 1997 à Solingen par Bernd Koch. Il présente une orbite caractérisée par un demi-grand axe de 2,40 UA, une excentricité de 0,20 et une inclinaison de 3,1° par rapport à l'écliptique.

## Compléments